# Delia setitarsata
Delia setitarsata är en tvåvingeart som först beskrevs av Huckett 1924.  Delia setitarsata ingår i släktet Delia och familjen blomsterflugor. Inga underarter finns listade i Catalogue of Life.